# المدورع السافل (القفر)

تعديل مصدري - تعديل

المدورع السافل محلة تابعة لقرية المغلق، التابعة لعزلة حمير بمديرية القفر إحدى مديريات محافظة إب في الجمهورية اليمنية حيث يبلغ تعداد سكانها 51 حسب تعداد اليمن لعام 2004.